# Harry Bellet
Pour les articles homonymes, voir Bellet (homonymie).
Harry Bellet est un journaliste et écrivain français né à Rouen le 2 juin 1960.

## Biographie
Historien de l'art, il travaille au Centre Pompidou avant de devenir journaliste culturel au journal Le Monde. Il s'est notamment intéressé aux travaux d'Yves Klein, Ivan Messac et Philippe Pasqua. Ses romans se déroulent dans le milieu de l’art.

## Œuvre

### Écrits sur l'art
- Art moderne et bibliographie : le dépouillement des périodiques et l'histoire de l'art du XXe siècle dans les répertoires bibliographiques : rapport de synthèse, Paris, Éditions de la BPI, coll. « BPI Pratique », 1990, 60 p.  (ISBN 2-902706-34-0)
- Ghertman, Paris, Éditions Cercle d’art, 2000, 157 p.  (ISBN 2-7022-0363-9)
- Nicolas de Staël : catalogue de l'exposition à la Fondation Gianadda, avec Jean-Louis Prat, Martigny, France, Fondation Pierre Gianadda, 1995  (ISBN 2-88443-033-4)
- Le marché de l'art s'écroule demain à 18 h 30, Paris, Nil Éditions, 2001, 265 p.  (ISBN 2-84111-154-7)
- Val-de-Marne : la collection. L'art contemporain en France depuis les années 50, coll. « Découvrons l'artXXe siècle av. J.-C. », Paris, Éditions Cercle d’art, 2001, 62 p.  (ISBN 2-7022-0626-3)
- Messac : de la peinture avant toute chose, Paris, Somogy Éditions d’Art, 2005, 223 p.  (ISBN 2-85056-873-2)
- Fadia Haddad : traversée, Paris, Éditions Descartes & Cie, 2011, 108 p.  (ISBN 978-2-84446-185-8)
- Faussaires Illustres, France, Actes Sud, 2018, 180 p.  (ISBN 978-2-330-11640-8)

### Romans
- L’Affaire Dreyer, Paris, Nil Éditions, 2004, 265 p.  (ISBN 2-84111-279-9)
- Carré noir, Paris, Éditions Robert Laffont, 2007, 316 p.  (ISBN 978-2-221-10866-6)
- Passage du vent, Paris, Éditions Robert Laffont, 2009, 292 p.  (ISBN 978-2-221-10866-6)[5],[6]
- Les Aventures extravagantes de Jean Jambecreuse, artiste et bourgeois de Bâle. Assez gros fabliau, Arles, France, Actes Sud, coll. « Littérature française », 2013, 320 p.  (ISBN 978-2-330-01606-7)
- Les aventures extravagantes de Jean Jambecreuse, au temps de la révolte des Rustauds. Tragique pastorale, Actes Sud, 2018, 340 p.  (ISBN 978-2-330-09745-5)